# テキサスクローバーホールド

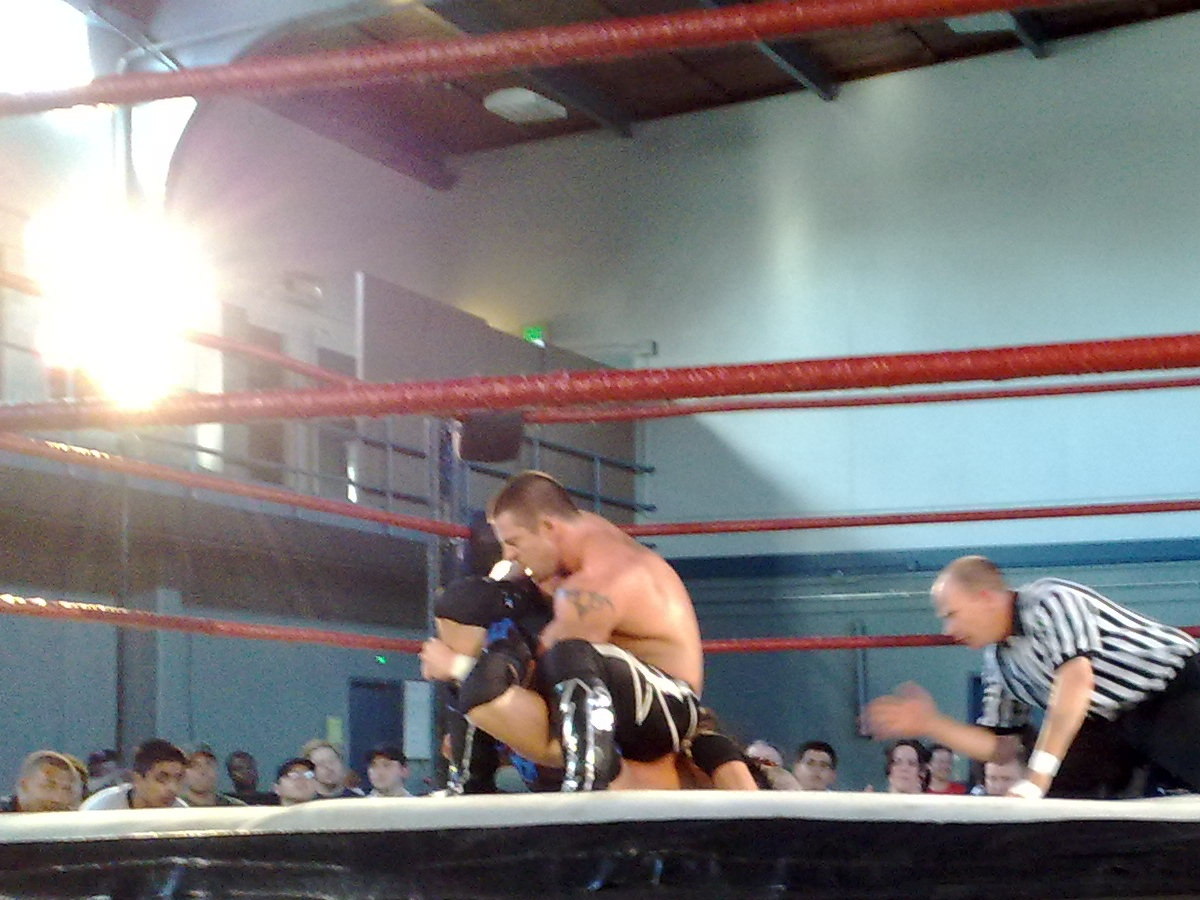
テキサス・クローバー・ホールド

テキサス・クローバー・ホールド（Texas Clover Hold）は、プロレス技の一種である。日本名は四つ葉固め（よつばがため）。テキサス・クローバー・リーフ（Texas Clover Leaf）、テキサス式四つ葉固め（テキサスしきよつばがため）とも呼ばれる。

## 概要
テリー・ファンクのオリジナル技。仰向けに寝ている相手の左足を右の脇の下に抱え込み、相手の右足のすね部分を膝裏に当てる形にして自分の両手をその下からくぐらせ、相手の左足の太腿の上で両手をクラッチする（足4の字固めの曲げた方の足が下にきている状態）。そのままステップオーバーして逆エビ固めをも極める。両手をクラッチせずに右腕で足首を極めた状態のままにする場合もある。
棚橋弘至は2021年4月4日のタッグマッチでジェイ・ホワイトをこの技で仕留めた時にJ・T・O(ジェイ・タップ・アウト)と名付けた。
他の主な使用者は、エド・ウィスコスキー、ディーン・マレンコ、エディ・ゲレロ、シェイマス、デイビー・リチャーズ、ジョン・モクスリー、天龍源一郎、越中詩郎、小橋建太、棚橋弘至(2021年4月のタッグマッチでは、J・T・O「ジェイ・タップ・アウト」の名前で使用)など。

## 派生技
ゴリラ・クラッチ
近藤修司のオリジナル技。仰向けにダウンした相手の両足をテキサス・クローバー・ホールドのように組み、うつ伏せにひっくり返して極めて腕を差し込む位置が前後逆になる。